# Остерфельд (Саксония-Анхальт)
Остерфельд (нем. Osterfeld) — город в Германии, в земле Саксония-Анхальт.
Входит в состав района Бургенланд. Подчиняется управлению Ветауталь. Население составляет 2654 человека (на 31 декабря 2010 года). Занимает площадь 7,07 км². Официальный код — 15 2 56 065.